# Bologna Football Club 1977-1978
Questa voce raccoglie le informazioni riguardanti il Bologna Football Club nelle competizioni ufficiali della stagione 1977-1978.

## Stagione
Il Bologna, per questa stagione allenato da Cesarino Cervellati (dalla prima alla quinta giornata) e Bruno Pesaola (dalla sesta in avanti), si classifica al decimo posto nel campionato di Serie A, con 26 punti, appena sopra la zona retrocessione, ottenendo la salvezza grazie al successo esterno (0-1) sulla Lazio all'ultima partita del campionato.
Dopo una prima parte del girone di andata disastrosa, la squadra felsinea era ultima da sola con 5 punti. Alla 12ª giornata, dopo la sconfitta per 1-0 patita contro la Juventus, con una grande reazione ha raccolto ben 21 punti, riuscendo così a mantenere in extremis la massima serie.
In una stagione nella quale il Bologna ha avuto, con 21 reti, il peggior attacco del campionato, si è distinto con 9 reti Gianluca De Ponti, totalizzando 7 goal in campionato e 2 in Coppa Italia.
In Coppa Italia la squadra si è fermata alla prima fase a gironi, giungendo ultima nel secondo girone di qualificazione.

## Divise
| Casa | Trasferta | 1ª portiere |

## Organigramma societario
Area direttiva
- Presidente: Luciano Conti

Area tecnica
- Allenatore: Bruno Pesaola
- Collaboratori: Cesarino Cervellati, Romano Fogli e Piero Battara
- Medico: Giampaolo Dalmastri
- Massaggiatore: Ulisse Bortolotti

## Rosa
| N. |                   | Ruolo | Calciatore               |
| -- | ----------------- | ----- | ------------------------ |
|    | Italia (bandiera) | P     | Amos Adani               |
|    | Italia (bandiera) | P     | Franco Mancini           |
|    | Italia (bandiera) | P     | Giuseppe Zinetti         |
|    | Italia (bandiera) | D     | Mauro Bellugi (capitano) |
|    | Italia (bandiera) | D     | Franco Cresci            |
|    | Italia (bandiera) | D     | Tazio Roversi            |
|    | Italia (bandiera) | D     | Giorgio Valmassoi        |
|    | Italia (bandiera) | C     | Angelo Cereser           |
|    | Italia (bandiera) | C     | Stefano Garuti           |
|    | Italia (bandiera) | C     | Erasmo Lucido            |
|    | Italia (bandiera) | C     | Claudio Maselli          |

| N. |                   | Ruolo | Calciatore              |
| -- | ----------------- | ----- | ----------------------- |
|    | Italia (bandiera) | C     | Ennio Mastalli          |
|    | Italia (bandiera) | C     | Gian Pietro Tagliaferri |
|    | Italia (bandiera) | A     | Adelmo Paris            |
|    | Italia (bandiera) | A     | Stefano Chiodi          |
|    | Italia (bandiera) | A     | Franco Colomba          |
|    | Italia (bandiera) | A     | Gianluca De Ponti       |
|    | Italia (bandiera) | A     | Giuliano Fiorini        |
|    | Italia (bandiera) | A     | Lionello Massimelli     |
|    | Italia (bandiera) | A     | Franco Nanni            |
|    | Italia (bandiera) | A     | Sandro Vanello          |
|    | Italia (bandiera) | A     | Fernando Viola          |

## Risultati

### Serie A

#### Girone di andata
| Arbitro: | Lattanzi (Roma) |

|  |           |              |
|  | Marcatori | 38’ De Ponti |

| Bologna 18 settembre 1977 2ª giornata | Bologna          | 0 – 0 | Atalanta | Stadio Comunale\| Arbitro: \| Benedetti (Roma) \| |
| Arbitro:                              | Benedetti (Roma) |       |          |                                                   |

| Arbitro: | Casarin (Milano) |

|                         |           |              |
| La Rosa 8’ Zucchini 42’ | Marcatori | 23’ De Ponti |

| Arbitro: | Gonella (Torino) |

|             |           |  |
| Gentile 83’ | Marcatori |  |

| Arbitro: | Lapi (Firenze) |

|                        |           |                                       |
| Viola 87’ Mastalli 88’ | Marcatori | 20’ (rig.), 75’ Amenta 73’ Speggiorin |

| Arbitro: | Ciulli (Roma) |

|                    |           |            |
| Cereser 20’ (aut.) | Marcatori | 80’ Chiodi |

| Arbitro: | Lattanzi (Roma) |

|              |           |                             |
| De Ponti 56’ | Marcatori | 22’, 71’ Graziani 52’ Pecci |

| Arbitro: | Menicucci (Firenze) |

|                   |           |  |
| Rivera 50’ (rig.) | Marcatori |  |

| Arbitro: | Serafino (Roma) |

|  |           |               |
|  | Marcatori | 87’ Orlandini |

| Bologna 11 dicembre 1977 10ª giornata | Bologna          | 0 – 0 | Roma | Stadio Comunale\| Arbitro: \| Casarin (Milano) \| |
| Arbitro:                              | Casarin (Milano) |       |      |                                                   |

| Arbitro: | Gonella (Torino) |

|                             |           |  |
| Guidetti 16’ Rossi 74’, 86’ | Marcatori |  |

| Arbitro: | Agnolin (Bassano del Grappa) |

|            |           |  |
| Causio 77’ | Marcatori |  |

| Arbitro: | Bergamo (Livorno) |

|                           |           |            |
| Garuti 26’ Massimelli 88’ | Marcatori | 82’ Pruzzo |

| Napoli 15 gennaio 1978 14ª giornata | Napoli        | 0 – 0 | Bologna | Stadio San Paolo\| Arbitro: \| Ciulli (Roma) \| |
| Arbitro:                            | Ciulli (Roma) |       |         |                                                 |

| Arbitro: | Gussoni (Tradate) |

|                   |           |                     |
| De Ponti 12’, 90’ | Marcatori | 54’ (rig.) Giordano |

#### Girone di ritorno
| Arbitro: | Longhi (Roma) |

|                         |           |            |
| Chiodi 38’ De Ponti 70’ | Marcatori | 23’ Muraro |

| Bergamo 5 febbraio 1978 17ª giornata | Atalanta         | 0 – 0 | Bologna | Stadio Comunale\| Arbitro: \| D'Elia (Salerno) \| |
| Arbitro:                             | D'Elia (Salerno) |       |         |                                                   |

| Arbitro: | Benedetti (Roma) |

|            |           |            |
| Chiodi 16’ | Marcatori | 73’ Nobili |

| Arbitro: | Gussoni (Tradate) |

|                         |           |           |
| Chiodi 28’ De Ponti 81’ | Marcatori | 20’ Iorio |

| Arbitro: | Barbaresco (Cormons) |

|                       |           |  |
| Bagni 73’ Goretti 86’ | Marcatori |  |

| Arbitro: | Mattei (Macerata) |

|  |           |                         |
|  | Marcatori | 12’, 74’ Gori 88’ Maddè |

| Arbitro: | Casarin (Milano) |

|                          |           |  |
| Pileggi 29’ Graziani 78’ | Marcatori |  |

| Bologna 19 marzo 1978 23ª giornata | Bologna                      | 0 – 0 | Milan | Stadio Comunale\| Arbitro: \| Agnolin (Bassano del Grappa) \| |
| Arbitro:                           | Agnolin (Bassano del Grappa) |       |       |                                                               |

| Firenze 26 marzo 1978 24ª giornata | Fiorentina      | 0 – 0 | Bologna | Stadio Comunale\| Arbitro: \| Lattanzi (Roma) \| |
| Arbitro:                           | Lattanzi (Roma) |       |         |                                                  |

| Arbitro: | D'Elia (Salerno) |

|                   |           |                      |
| Di Bartolomei 35’ | Marcatori | 20’ (aut.) Menichini |

| Arbitro: | Panzino (Catanzaro) |

|                                          |           |                               |
| Nanni 18’ Chiodi 64’ Callioni 89’ (aut.) | Marcatori | 61’ Callioni 77’ (rig.) Rossi |

| Arbitro: | Gussoni (Tradate) |

|             |           |             |
| Maselli 27’ | Marcatori | 23’ Gentile |

| Genova 23 aprile 1978 28ª giornata | Genoa            | 0 – 0 | Bologna | Stadio Luigi Ferraris\| Arbitro: \| Gonella (Torino) \| |
| Arbitro:                           | Gonella (Torino) |       |         |                                                         |

| Bologna 30 aprile 1978 29ª giornata | Bologna              | 0 – 0 | Napoli | Stadio Comunale\| Arbitro: \| Barbaresco (Cormons) \| |
| Arbitro:                            | Barbaresco (Cormons) |       |        |                                                       |

| Arbitro: | Gussoni (Tradate) |

|  |           |           |
|  | Marcatori | 58’ Nanni |

### Coppa Italia

#### Primo turno
| Arbitro: | Bergamo (Livorno) |

|                         |           |             |
| La Torre 58’ Caccia 85’ | Marcatori | 7’ De Ponti |

| Arbitro: | Casarin (Milano) |

|              |           |  |
| De Ponti 19’ | Marcatori |  |

| Arbitro: | Lops (Torino) |

|                  |           |              |
| Paris 22’ (rig.) | Marcatori | 82’ Bardelli |

| Arbitro: | Agnolin (Bassano del Grappa) |

|                                             |           |                         |
| Silva 23’ Bellugi 40’ (aut.) Cantarutti 71’ | Marcatori | 60’ Maselli 61’ Fiorini |

## Statistiche

### Statistiche di squadra
| Competizione | Punti | In casa | In casa | In casa | In casa | In casa | In casa | In trasferta | In trasferta | In trasferta | In trasferta | In trasferta | In trasferta | Totale | Totale | Totale | Totale | Totale | Totale | DR  |
| Competizione | Punti | G       | V       | N       | P       | Gf      | Gs      | G            | V            | N            | P            | Gf           | Gs           | G      | V      | N      | P      | Gf     | Gs     | DR  |
| ------------ | ----- | ------- | ------- | ------- | ------- | ------- | ------- | ------------ | ------------ | ------------ | ------------ | ------------ | ------------ | ------ | ------ | ------ | ------ | ------ | ------ | --- |
| Serie A      | 26    | 15      | 5       | 6       | 4       | 16      | 18      | 15           | 2            | 6            | 7            | 5            | 14           | 30     | 7      | 12     | 11     | 21     | 32     | -11 |
| Coppa Italia | -     | 2       | 1       | 1       | 0       | 2       | 1       | 2            | 0            | 0            | 2            | 3            | 5            | 4      | 1      | 1      | 2      | 5      | 6      | -1  |
| Totale       | -     | 17      | 6       | 7       | 4       | 18      | 19      | 17           | 2            | 6            | 9            | 8            | 19           | 34     | 8      | 13     | 13     | 26     | 38     | -12 |

### Statistiche dei giocatori
Fonte:
| Giocatore        | Serie A  | Serie A | Serie A     | Serie A    | Coppa Italia | Coppa Italia | Coppa Italia | Coppa Italia | Totale   | Totale | Totale      | Totale     |
| Giocatore        | Presenze | Reti    | Ammonizioni | Espulsioni | Presenze     | Reti         | Ammonizioni  | Espulsioni   | Presenze | Reti   | Ammonizioni | Espulsioni |
| ---------------- | -------- | ------- | ----------- | ---------- | ------------ | ------------ | ------------ | ------------ | -------- | ------ | ----------- | ---------- |
| A. Adani         | 0        | 0       | ?           | ?          | 0            | 0            | ?            | ?            | 0        | 0      | ?           | ?          |
| M. Bellugi       | 25       | 0       | ?           | ?          | 4            | 0            | ?            | ?            | 29       | 0      | ?           | ?          |
| A. Cereser       | 5        | 0       | ?           | ?          | 4            | 0            | ?            | ?            | 9        | 0      | ?           | ?          |
| S. Chiodi        | 25       | 5       | ?           | ?          | 4            | 0            | ?            | ?            | 29       | 5      | ?           | ?          |
| F. Colomba       | 16       | 0       | ?           | ?          | 3            | 0            | ?            | ?            | 19       | 0      | ?           | ?          |
| F. Cresci        | 26       | 0       | ?           | ?          | 4            | 0            | ?            | ?            | 30       | 0      | ?           | ?          |
| G. De Ponti      | 25       | 7       | ?           | ?          | 3            | 2            | ?            | ?            | 28       | 9      | ?           | ?          |
| G. Fiorini       | 8        | 0       | ?           | ?          | 3            | 1            | ?            | ?            | 11       | 1      | ?           | ?          |
| S. Garuti        | 24       | 1       | ?           | ?          | 1            | 0            | ?            | ?            | 25       | 1      | ?           | ?          |
| E. Lucido        | 1        | 0       | ?           | ?          | 0            | 0            | ?            | ?            | 1        | 0      | ?           | ?          |
| F. Mancini       | 30       | -32     | ?           | ?          | 4            | -6           | ?            | ?            | 34       | -38    | ?           | ?          |
| C. Maselli       | 29       | 1       | ?           | ?          | 4            | 1            | ?            | ?            | 33       | 2      | ?           | ?          |
| L. Massimelli    | 22       | 1       | ?           | ?          | 1            | 0            | ?            | ?            | 23       | 1      | ?           | ?          |
| E. Mastalli      | 14       | 1       | ?           | ?          | 2            | 0            | ?            | ?            | 16       | 1      | ?           | ?          |
| F. Nanni         | 17       | 2       | ?           | ?          | 2            | 0            | ?            | ?            | 19       | 2      | ?           | ?          |
| A. Paris         | 28       | 0       | ?           | ?          | 4            | 1            | ?            | ?            | 32       | 1      | ?           | ?          |
| T. Roversi       | 29       | 0       | ?           | ?          | 4            | 0            | ?            | ?            | 33       | 0      | ?           | ?          |
| G.P. Tagliaferri | 0        | 0       | ?           | ?          | 0            | 0            | ?            | ?            | 0        | 0      | ?           | ?          |
| G. Valmassoi     | 9        | 0       | ?           | ?          | 0            | 0            | ?            | ?            | 9        | 0      | ?           | ?          |
| S. Vanello       | 4        | 0       | ?           | ?          | 0            | 0            | ?            | ?            | 4        | 0      | ?           | ?          |
| F. Viola         | 18       | 1       | ?           | ?          | 4            | 0            | ?            | ?            | 22       | 1      | ?           | ?          |
| G. Zinetti       | 0        | -0      | ?           | ?          | 0            | 0            | ?            | ?            | 0        | 0      | ?           | ?          |